# Benedetto Ferrari
Benedetto Ferrari (* 1603 in Reggio nell’Emilia; † 22. Oktober 1681 in Modena) war ein italienischer Theorbist, Kapellmeister und Komponist.

## Leben
Benedetto Ferrari erhielt seine Ausbildung in Rom und trug dort wegen seines virtuosen Theorbenspiels den Beinamen „Benedetto della tiorba“. Nach einigen Jahren in Parma zog es ihn 1623 nach Venedig. Er betrieb dort mit Francesco Manelli das Opernhaus San Cassiano, das erste öffentliche und kommerziell betriebene Opernhaus überhaupt. Er verfasste sowohl Libretti als auch Opern. Ferraris Andromeda mit der Musik von Francesco Manelli wurde 1637 in San Cassiano uraufgeführt. Es folgten zwei weitere Opern in San Cassiano, ebenfalls mit Musik von Manelli, La maga fulminata (1638) und Il pastor regio (1640). 
Von 1645 an bis zu seinem Ableben wirkte er mit einigen auch längeren Unterbrechungen (er weilte unter anderem von 1651 bis 1653 in Wien) in Modena als Hofkapellmeister und Theorbist.

## Werk
Von Ferrari sind die Libretti einiger Opern, Solokantaten und sein Oratorio italiano – eine volkstümliche Form des Oratoriums – „Il Sansone“ (Libretto: Giovanni Battista Giardini) überliefert. Obwohl Ferrari Schöpfer attraktiver Melodien war, lag ihm die Komposition von affektgeladenen Rezitativen mehr.

## Diskografie (Auswahl)
- Musiche Varie a Voce sola, Philippe Jaroussky, Ensemble Artaserse. La Musica, DDD, 2002, Neuauflage 2021
- Cantata A Voce Sopra La Ciaccona. In: Forbidden Dance - Dances and Diminutions of the Italian Baroque, Ensemble for the Seicento. MSR Classics 2001.
- Il Sansone. Il complesso barocco, Leitung Alan Curtis. Virgin Classics 2001.
- Madrigali e Canzonette. Mit Mona Spagele (Spägele). Ensemble Incantato. Alliance 2000.